# Patricia Ruiz Bravo
Patricia Ruiz-Bravo López (Lima, 10 de febrero de 1955) es una socióloga, investigadora y escritora, especialista en temas de género, educación superior, cultura y desarrollo peruana. Es consultora especializada en evaluación de proyectos de desarrollo rural y género. Actualmente, se desempeña como decana de la Facultad de Ciencias Sociales de la Pontificia Universidad Católica del Perú y como directora de la Cátedra Unesco de Igualdad de Género en Instituciones de Educación Superior de la PUCP.

## Biografía
Se graduó del pregrado en Sociología en 1981 en la Pontificia Universidad Católica del Perú. Posteriormente realizó una maestría en la misma casa de estudios hasta el año 1999. En 2003 finalizó un doctorado en Ciencias Sociales, con especialización en Desarrollo, Población y Medio Ambiente, en la Facultad de Economía, Política y Sociología de la Universidad Católica de Lovaina en Bélgica.
Ocupó el cargo de Directora Académica de Responsabilidad Social Universitaria (DARS) en la Pontificia Universidad Católica del Perú en el periodo 2009-2014. Además, fue Jefe del Departamento de Ciencias Sociales del 2005 al 2008.

## Publicaciones recientes

### Libros
- Empoderar para incluir: análisis de las múltiples dimensiones y factores asociados al empoderamiento de las mujeres en el Perú a partir del uso de una aproximación de metodologías mixtas. (2018). RUIZ BRAVO, P. M.; VARGAS, S. E.; CLAUSEN, J. A.[5]
- Aprendizaje, cultura y desarrollo. Una aproximación interdisciplinaria. (2011). ZAVALA, V.; FRISANCHO, S.; MORENO, M. T.; RUIZ BRAVO, P. M.
- Construyendo Agendas: Género y Pueblos Indígenas. (2011). CARDENAS, N.; ESPINOSA, O. A.; RUIZ BRAVO, P. M.
- Enfrentados al patrón: representaciones de la masculinidad en el medio rural peruano. (2003). RUIZ BRAVO, P. M.

### Artículos
- ¡Soy buena, no digo ni muy buena ni excelente! La noción de logro y obstáculo en mujeres docentes de ciencia y tecnología en cinco universidades peruanas. (2018). RODRIGUEZ, A. W.; RUIZ BRAVO, P. M.; REYNA, B. S.[6]
- Tu envidia no es mi progreso. El bienestar desee una mirada cultural y de género. (2017). Bracco , L. y RUIZ BRAVO, P. M.[7]
- Por una equidad con reconocimiento. (2006). MUÑOZ, F.; ROSALES, J. L.; RUIZ BRAVO, P. M.
- Más allá de la igualdad: por una equidad con reconocimiento. (2005). MUÑOZ, F. G.; RUIZ BRAVO, P. M.; ROSALES, J. L.
- Identidades femeninas, cultura y desarrollo. Un estudio comparativo en el medio rural peruano. (2003). RUIZ BRAVO, P. M.
- Tiempo de mujeres: del caos al orden venidero. (2003). RUIZ BRAVO, P. M. y NEIRA, E. E.